# Lijst van rijksmonumenten in Berg
De plaats Berg telt 12 inschrijvingen in het rijksmonumentenregister. Hieronder een overzicht.
| Object                                 | Oorspronkelijke functie?  | Bouwjaar              | Architect | Locatie         | Coördinaten?                  | Nr.?   | Afbeelding        |
| -------------------------------------- | ------------------------- | --------------------- | --------- | --------------- | ----------------------------- | ------ | ----------------- |
| Hoeve van mergel                       | Boerderij                 | 18e eeuw              |           | Grote Straat 71 | 50° 51' 52" NB, 5° 46' 37" OL | 42099  | Hoeve van mergel  |
| Hoeve van mergel                       | Boerderij                 | 18e eeuw              |           | Grote Straat 73 | 50° 51' 52" NB, 5° 46' 37" OL | 42100  | Meer afbeeldingen |
| Hoeve van mergel om open binnenplaats  | Boerderij                 | 1674 (gevelsteen)     |           | Grote Straat 64 | 50° 51' 53" NB, 5° 46' 38" OL | 42101  | Meer afbeeldingen |
| Huis van mergel                        | Woonhuis                  | tweede helft 18e eeuw |           | Grote Straat 74 | 50° 51' 55" NB, 5° 46' 40" OL | 42102  | Meer afbeeldingen |
| Hoeve van mergel om een binnenplaats   | Boerderij                 | eerste kwart 19e eeuw |           | Op de Bies 8    | 50° 51' 57" NB, 5° 46' 41" OL | 42103  | Meer afbeeldingen |
| Huis van mergel                        | Woonhuis                  | 18e eeuw              |           | Op de Bies 25A  | 50° 51' 60" NB, 5° 46' 45" OL | 42104  | Meer afbeeldingen |
| Boerenhuis van mergel                  | Boerderij                 | eerste helft 18e eeuw |           | Schone Poel 8   | 50° 51' 53" NB, 5° 46' 33" OL | 42106  | Meer afbeeldingen |
| Mergelstenen heiligenbeeld-huisje      | Kapel                     |                       |           | Schansweg bij 1 | 50° 51' 38" NB, 5° 45' 49" OL | 42107  | Meer afbeeldingen |
| Kapelanie                              | Kerkelijke dienstwoning   | 1933                  |           | Rijksweg 71     | 50° 51' 37" NB, 5° 46' 60" OL | 507241 | Meer afbeeldingen |
| Kerk St.Monulphus en Gondulphus plus b | Kerk en kerkonderdeel     | 1933                  |           | Rijksweg bij 71 | 50° 51' 38" NB, 5° 47' 2" OL  | 507242 | Meer afbeeldingen |
| Pastorie                               | Kerkelijke dienstwoning   | 1933                  |           | Rijksweg 73     | 50° 51' 37" NB, 5° 47' 4" OL  | 507243 | Meer afbeeldingen |
| Baarhuisje                             | Begraafplaats en -onderdl | 1933                  |           | Rijksweg bij 71 | 50° 51' 38" NB, 5° 47' 0" OL  | 507244 | Baarhuisje        |